# Hilarion von Gaza

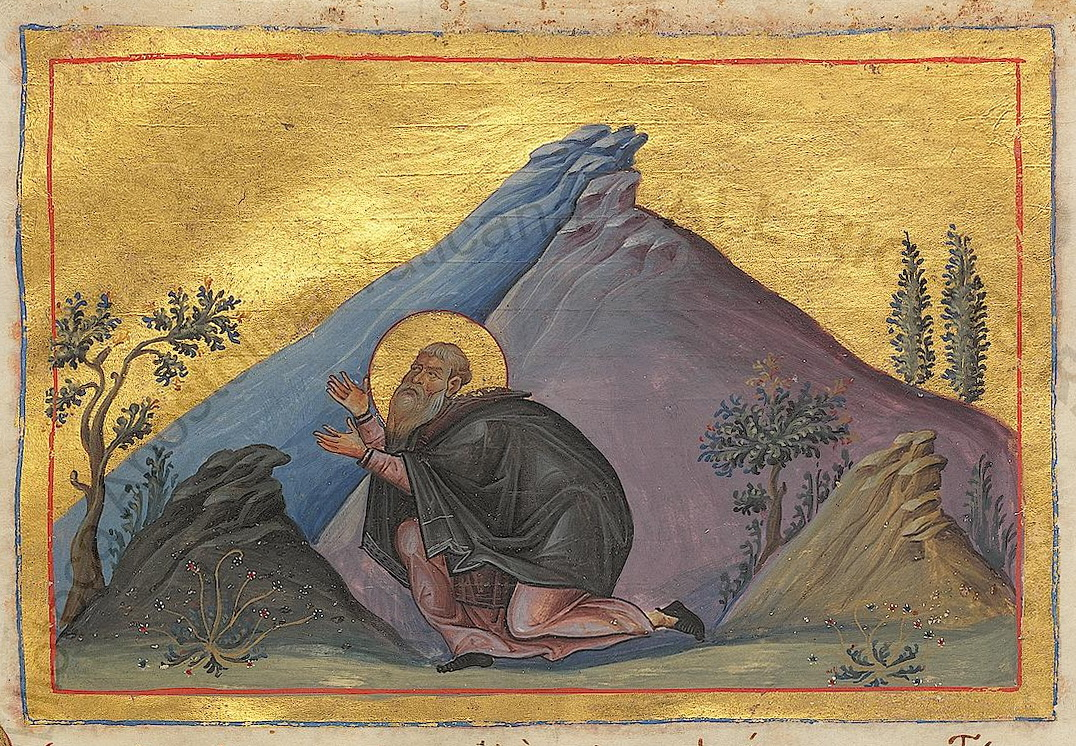
Menologion von Basil II.: Hilarion der Große

Hilarion von Gaza (* 291 in Tabatha bei Gaza, Syria Palaestina; † 21. Oktober 371 bei Paphos, Zypern) war ein christlicher Asket, Einsiedler und Heiliger. „Hilarion“ ist ein griechisch-lateinisches Mischwort und bedeutet „der Fröhliche“. Bildlich wird er meist als Einsiedlermönch dargestellt. Sowohl in der römisch-katholischen als auch in der orthodoxen Kirche ist sein Gedenktag der 21. Oktober.

## Leben
Verfasser seiner Biographie, der Vita Hilarionis, war um 390/392 Eusebius Hieronymus. 

### Taufe
Hilarion wurde im Jahr 291 in Tabatha bei Gaza (Palästina) geboren, einer Hochburg der nicht-christlichen Minderheit im Römischen Reich. Zum Studium der antiken Philosophie wurde er nach Alexandria geschickt, wo er vom Mönch Antonius hörte, sich taufen ließ und einige Monate als dessen Schüler in der ägyptischen Wüste lebte. Mit 15 Jahren ging der junge Hilarion als Einsiedler in die Wüste und gründete eine erste Einsiedlergemeinschaft in Palästina. Durch strengste Askese (unter anderem verzichtete er völlig darauf, sich zu waschen und schnitt sich nur zu Ostern die Haare) erwarb er sich einen schnell wachsenden Ruhm als Mann Gottes und Wundertäter, was zu vielen Besuchen seiner Verehrer führte.

### Askese
Hieronymus gibt seine Diät wie folgt wieder: im Alter von 20–23 Jahren: täglich ein halb gefülltes Glas Linsen, mit kaltem Wasser befeuchtet, im Alter von 23–27 Jahren: Trockenbrot mit Salz und Wasser, im Alter von 27–30 Jahren: wilde Kräuter und Wurzeln von wilden Kräutern, im Alter von 31–35 Jahren: sechs Unzen Gerstenbrot und gekochtes Gemüse ohne Öl. Danach litt er unter Anzeichen der Unterernährung, seine Sehkraft ließ nach, sein Leib schrumpfte zusammen und er bekam Schwären und Krätze, weil er sich nicht wusch. 

### Versuchungen und Wunder

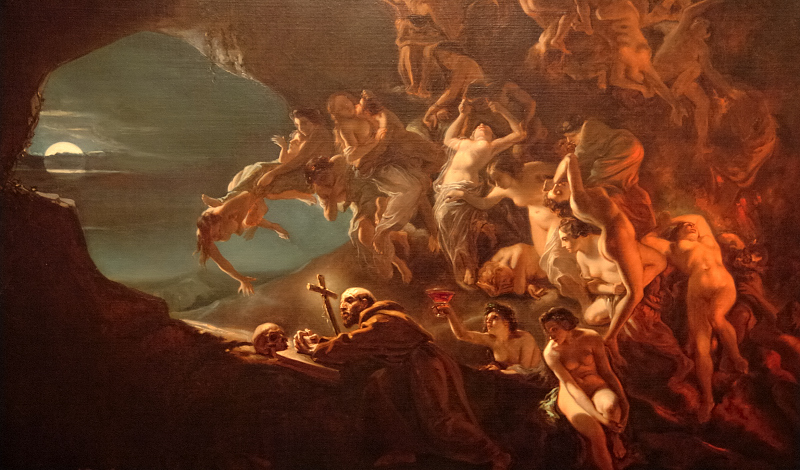
Octave Tassaert: Die Versuchung des heiligen Hilarion, ca. 1857

Hieronymus berichtet, dass sich Hilarion oft in Versuchung geführt fand: „Zahlreich kamen Versuchungen über ihn, Tag und Nacht störten ihn die mannigfachsten Angriffe der bösen Geister; wollte ich sie alle aufzählen, das Maß eines Buches müßte überschritten werden. Wie oft täuschte ihm die Phantasie, wenn er auf der Lagerstätte ruhte, unbekleidete Weiber, wie oft, wenn ihn hungerte, ein üppiges Mahl vor.“ (Hieronymus, Vita Hilarionis, 7) Eines der vom damals 22-jährigen Hilarion berichteten Wunder ist, dass er mit einer jungen Frau aus Eleutheropolis, die ihr Mann zu verstoßen drohte, weil sie keine Kinder bekommen konnte, gemeinsam betete, worauf die Frau neun Monate später mit einem Kind niederkam. 
Zahlreiche Wunder drehen sich um Rennbahn und Zirkus in Gaza, dessen Faszination sich der Heilige wohl nicht völlig entziehen konnte. In Gaza soll er behexte Rennpferde von Zauber befreit haben, wonach sie das jährliche Wagenrennen gewannen und sich viele Bürger zum Christentum bekehrten.

### Aufenthalte in Sizilien und auf Zypern
Wie schon sein Lehrer Antonius flüchtete er vor den Menschenmassen, die ihn wegen seiner zahlreichen Wunder verehrten, 63-jährig in die ägyptische Wüste, später nach Sizilien, Dalmatien und Paphos auf Zypern. Auch hier wurde er aber von zahlreichen Kranken und Bewunderern aus allen Gegenden der Insel verfolgt, und er erwog, nach Ägypten zurückzukehren. 
Sein Schüler Hesychios fand jedoch einen ungestörten Ort auf Zypern für ihn. Er lag zwölf Meilen vom Meer entfernt im unzugänglichen Gebirge. Der Weg hinauf war so steil, dass der Greis teilweise auf Händen und Knien kriechen musste. Das als Idyll beschriebene kleine Tal war auf allen Seiten von Wald umgeben, enthielt einen kleinen Wasserlauf, einen Garten und zahlreiche Obstbäume. In der Nähe lagen die Ruinen eines antiken Tempels. Darin hauste, so Hieronymus, eine riesige Horde von Dämonen, die Tag und Nacht schrieen. Hilarion war von dem Platz wegen seiner Abgeschiedenheit und der unmittelbaren Nähe eines Wirkungsortes sehr angetan und lebte hier fünf Jahre, kämpfte laut Hieronymus gegen die Dämonen und heilte den gelähmten Verwalter des Gutes, auf dem er lebte.
Hilarion starb dort im Oktober 371. Sein Schüler Hesychios überführte den Leichnam in Hilarions Heimat Palästina. Im Zuge der Kreuzzüge gelangten seine Reliquien nach Duravel in Frankreich.

## Bedeutung und Kult
Hilarion gilt als Begründer des anachoretischen Mönchtums in Syrien und Palästina. Wie sein Lehrmeister Antonius der Große musste auch er der Legende nach zahlreiche Versuchungen und Peinigungen der Dämonen überstehen. Im östlichen Mittelmeerraum, besonders auf Zypern, wo ihm mehrere Kirchen geweiht sind, bildete sich bald ein reger Kult, später auch in Italien und Frankreich. Er ist, zusammen mit St. Spyridon, einer der wichtigsten Heiligen Zyperns. In dem Gedicht Das Paradies in der Wüste (1797) greift Johann Gottfried Herder das Schüler-Lehrer-Verhältnis von Hilarion und Antonius auf.